# Kopeysk
Kopeysk (tiếng Nga: Копейск) là một thành phố Nga. Thành phố này thuộc chủ thể Chelyabinsk Oblast. Thành phố có dân số 73.342 người (theo điều tra dân số năm 2002). Đây là thành phố lớn thứ 212 của Nga theo dân số năm 2002. Dân số qua các thời kỳ: 137,604 (Điều tra dân số 2010); 73,342 (Điều tra dân số 2002); 79,048 (Điều tra dân số năm 1989).